# Obrubce
Obrubce (en allemand : Wobrubetz) est une commune du district de Mladá Boleslav, dans la région de Bohême-Centrale, en République tchèque. Sa population s'élevait à 207 habitants en 2020.

## Géographie
Obrubce se trouve à 11 km au sud-est de Mnichovo Hradiště, à 12 km à l'est-nord-est de Mladá Boleslav et à 61 km au nord-est de Prague.
La commune est limitée par Kněžmost au nord, par Obruby à l'est, par Dolní Bousov, Dlouhá Lhota et Sukorady au sud, et par Husí Lhota à l'ouest.

## Histoire
La première mention écrite de la localité date de 1363.

## Administration
La commune se compose de deux quartiers :
- Obrubce
- Obora

## Transports
Par la route, Obrubce se trouve à 12,5 km de Mnichovo Hradiště, à 13,5 km de Mladá Boleslav et à 70 km du centre de Prague.